# Zdravstvuj i proščaj
Zdravstvuj i proščaj (Здравствуй и прощай) è un film del 1972 diretto da Vitalij Vjačeslavovič Mel'nikov.

## Trama
Il film racconta di una donna che lascia il marito, partita per la città alla ricerca del senso della vita. Incontra un poliziotto di cui si è innamorata e improvvisamente il marito ritorna.